# Caserne des pompiers de Reims-Marchandeau
La  caserne des pompiers de Reims-Marchandeau  est située 49 Chaussée Bocquaine, dans le quartier courlancy

à Reims est la nouvelle caserne du centre de  Reims.

## Présentation
La caserne des pompiers de Reims-Marchandeau a été construite par les architectes Humbert Di Legge et Gilles Borderioux.
Elle a été dénommée Reims-Marchandeau en hommage à Paul Marchandeau maire de Reims.

## Historique
Avant 1926, il n’y avait pas de caserne à proprement parler.
Pendant la grande guerre, Reims reçoit les renforts des pompiers de Paris.
En 1920, le poste incendie est installé dans les baraquements provisoires installés dans les promenades.
La première caserne des pompiers de la ville de Reims du centre ville, dite Caserne Chanzy de l’architecte rémois François Maille, est inaugurée en 1926 au pied du parvis de la cathédrale. Elle se situait 18  rue Tronson-du-Coudray. Elle répondait au critère de l’architectural Art Déco qui marque la reconstruction de Reims dans les années 1920.
En 1993, les pompiers du centre ville de Reims déménagent vers la nouvelle caserne de Reims-Marchandeau.
Le bâtiment de la caserne Chanzy reste à l’abandon jusqu’à sa reprise par le groupe d’hôtellerie Marriott qui la transforme et ouvre en 2019 un hôtel quatre étoiles.

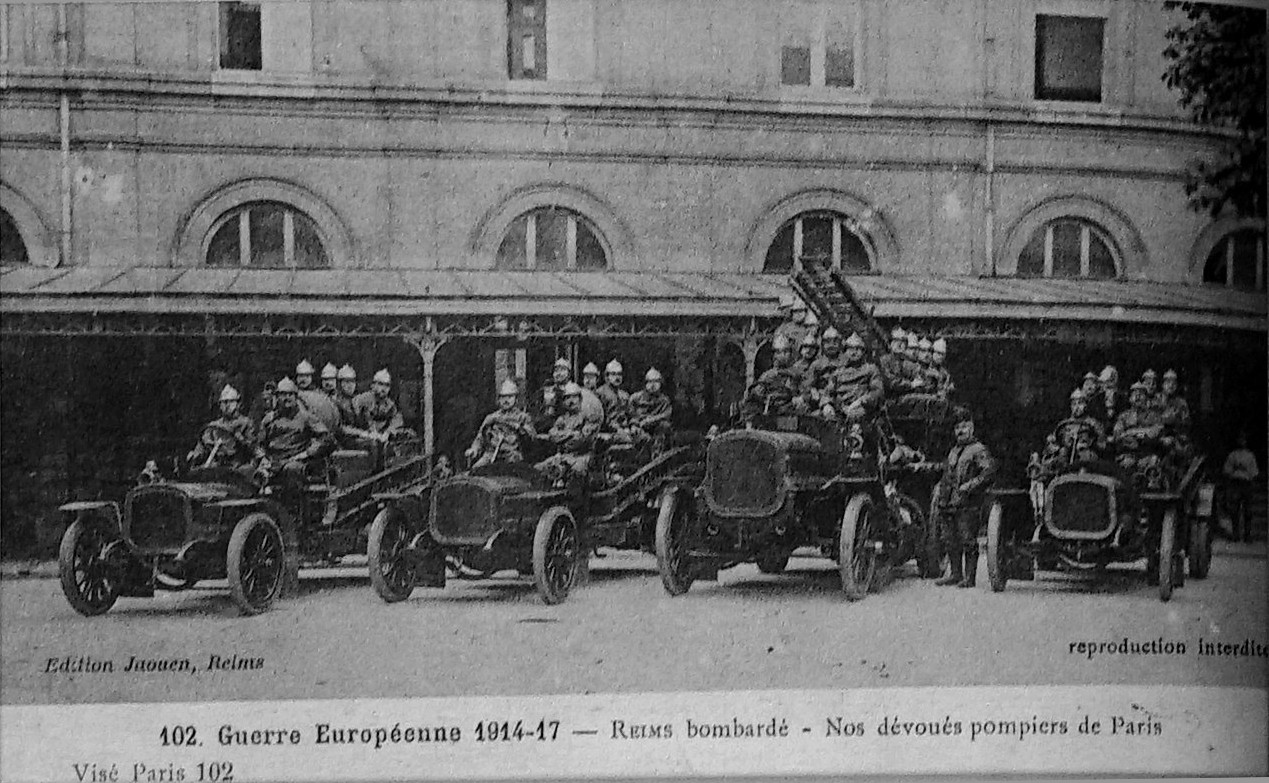
Les pompiers de Paris détachée à Reims sont casernés au lycée Libergier.
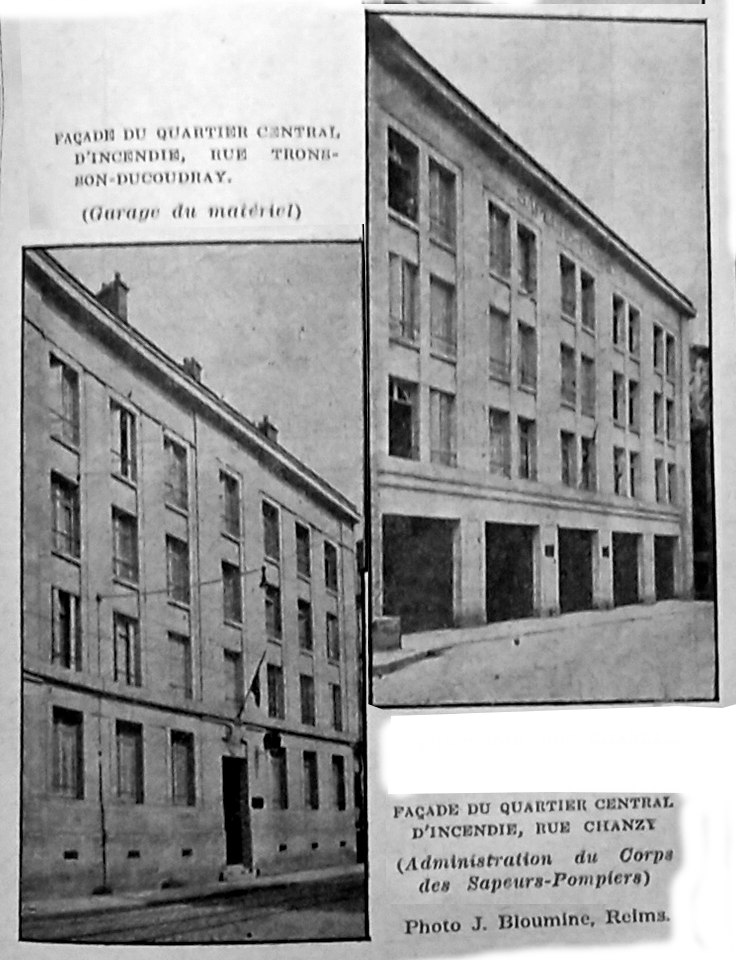
Caserne Chanzy

## Description de la caserne Reims-Marchandeau
La caserne se compose de 3 bâtiments. 
Le bâtiment qui sert de garage pour les véhicules, d’atelier et de magasin, a une forme cintrée et semble recouvert de tôles ondulées rythmée par des poutres noire apparentes. Il est arrondi autour de la tour de séchage d'environ 28 mètres.
Le bâtiment administratif a une forme inclinée et est encadré par 4 mats noirs qui s’élancent vers le ciel et supporte une toiture ajourée.
Le lieu de garage et le bâtiment administratif sont organisés autour d'un parvis.
Le bâtiment des logements a une forme arrondie. Il est composé de cinq étages.
La caserne Reims-Marchandeau est visible de l’ancienne autoroute de l’est, rebaptisée voie Taittinger. A sa construction, une sortie vers l’autoroute de l’est a été réalisée.

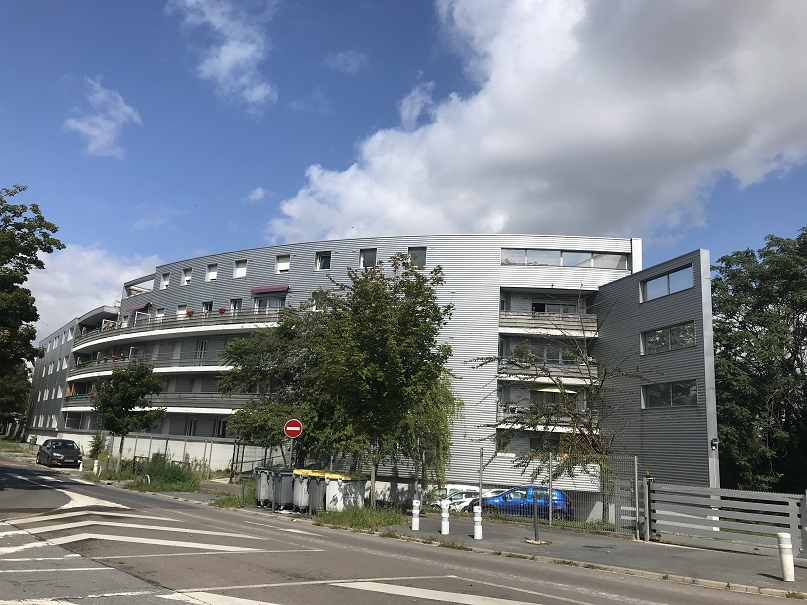
Bâtiment des logements.
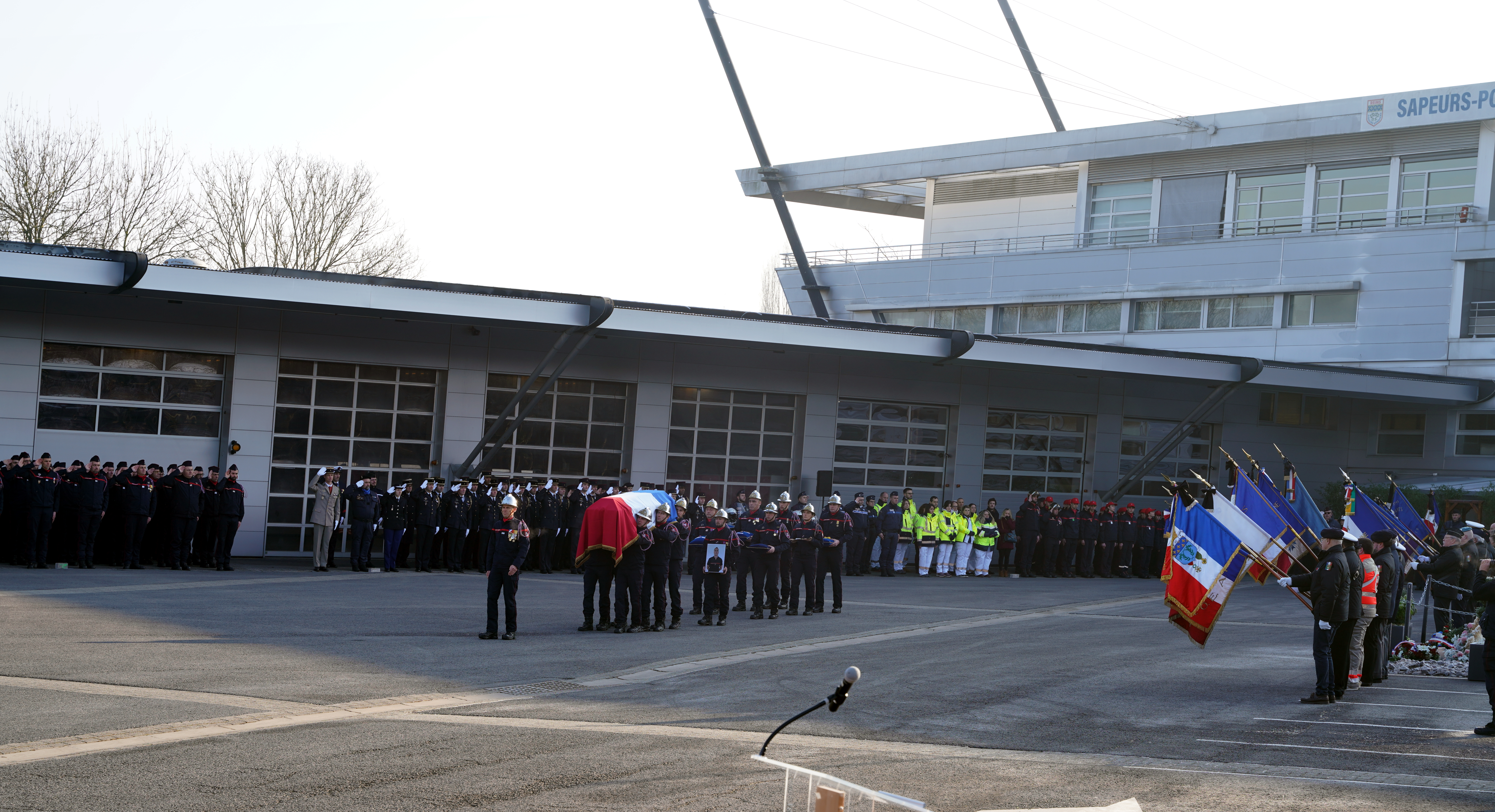
Cour de la caserne Marchandeau le jour de l'hommage au pompier Clément Vilnet.
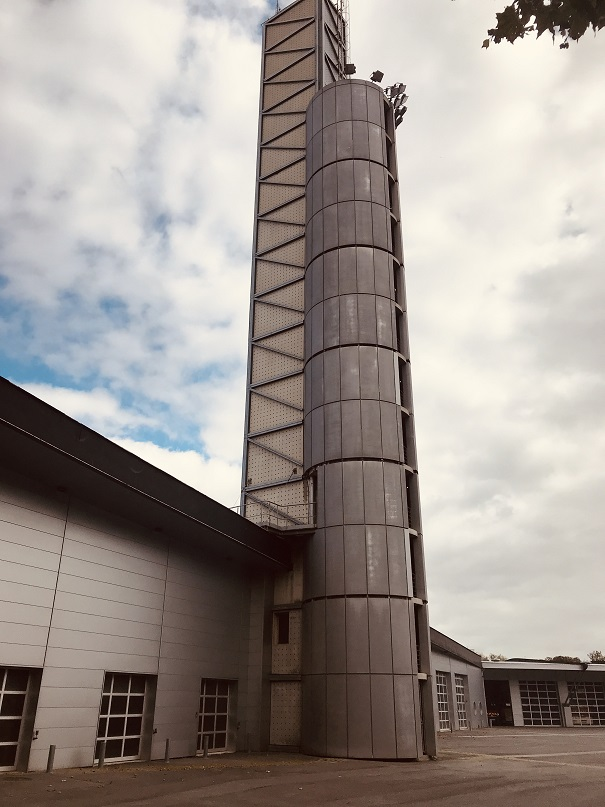
Tour de séchage.
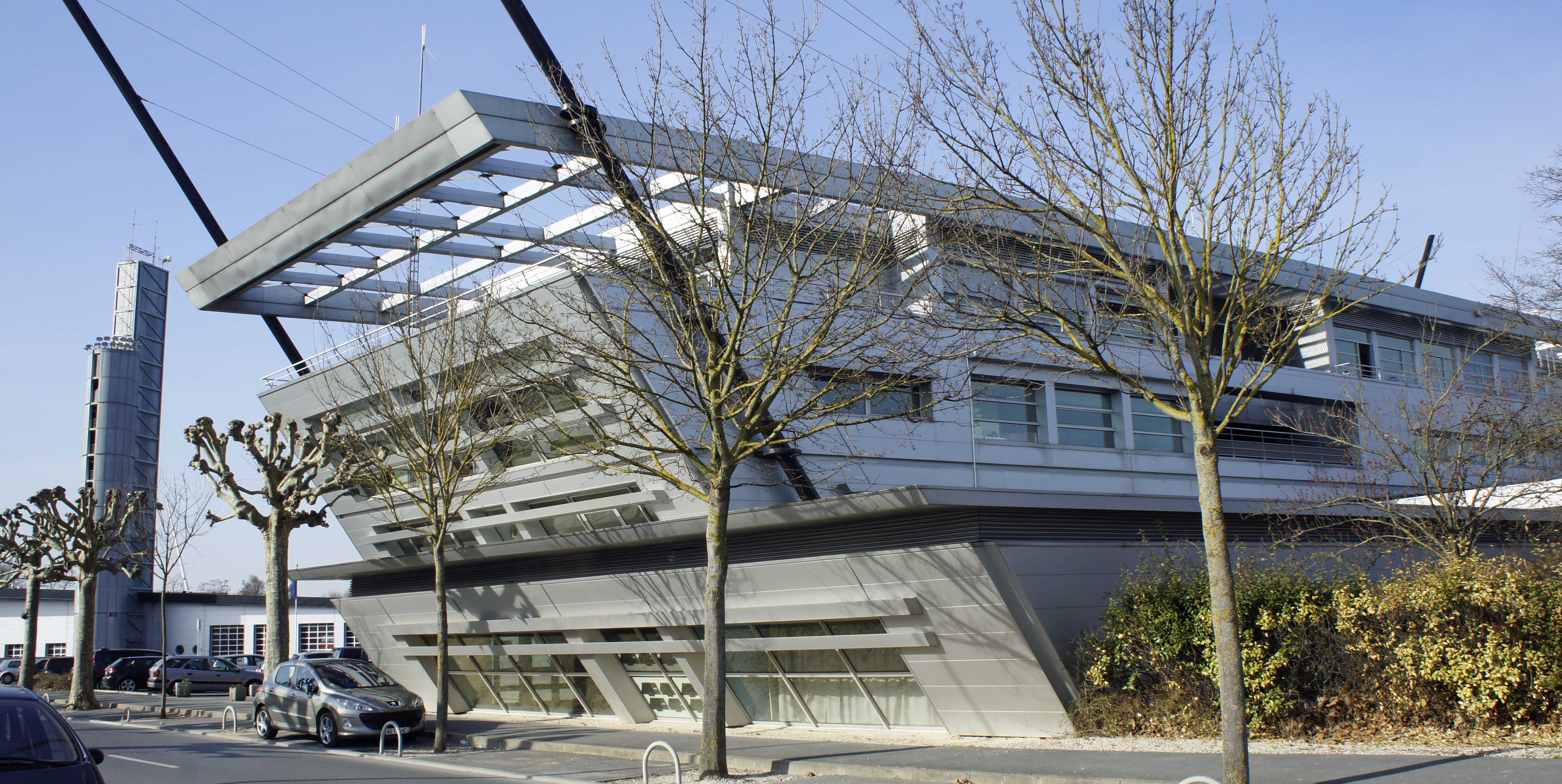
Le bâtiment administratif.